# Eulimostraca subcarinata
Eulimostraca subcarinata är en snäckart som först beskrevs av d'Orbigny 1842.  Eulimostraca subcarinata ingår i släktet Eulimostraca och familjen Eulimidae. Inga underarter finns listade i Catalogue of Life.